# Вербен (Елбе)
Вербен (њем. Werben) град је у њемачкој савезној држави Саксонија-Анхалт. Једно је од 26 општинских средишта округа Штендал. Према процјени из 2010. у граду је живјело 1.266 становника. Посједује регионалну шифру (AGS) 15090610.

## Географски и демографски подаци
Вербен се налази у савезној држави Саксонија-Анхалт у округу Штендал. Град се налази на надморској висини од 28 метара. Површина општине износи 53,4 km². У самом граду је, према процјени из 2010. године, живјело 1.266 становника. Просјечна густина становништва износи 24 становника/km².